# Gisele MacKenzie
Gisele MacKenzie (ur. 10 stycznia 1927, zm. 5 września 2003) – amerykańska wokalistka i aktorka pochodzenia kanadyjskiego.

## Filmografia
seriale
- 1947: Kraft Television Theatre
- 1953: General Electric Theater
- 1958: Lux Playhouse jako Connie Marshall
- 1985: MacGyver jako Sylvia Lang

## Wyróżnienia
Posiada swoją gwiazdę na Hollywoodzkiej Alei Gwiazd.